# Aleksandra Czelusta
Aleksandra Czelusta zd. Trzebińska (ur. 11 listopada 1897 w Żychowie, zm. 20 września 1985 w Liskowie-Rzgowie) - wielkopolska twórczyni ludowa, hafciarka, laureatka Nagrody im. Oskara Kolberga. Specjalizowała się w hafcie i układaniu czepców z regionu kaliskiego, ale zajmowała się także tkactwem, wyplataniem ze słomy kapeluszy i koszyczków do święconki oraz zdobnictwem (wyrób pająków) i plastyką obrzędową (wyrób rekwizytów obrzędowych). 

## Życiorys
Pochodziła ze wsi Żychowo w rodzinie rolników. Była najmłodsza z siedmiorga rodzeństwa. Po wyjściu za mąż w 1920 roku lat przeprowadziła się do Liskowa. Haftu nauczyła się od matki i najstarszych kobiet ze wsi. Sama wymyślała i komponowała wzory haftów. Wzorów nie rysowała na tkaninie: "[…] ja się nie oglądałam na inne, haftowałam co mi się widziało. […] Pomyśli się albo narysuje na papierku jak to będzie wychodziło, papierek się wyrzuci i haftuje się". Wzmożony okres jej twórczości przypada na lata po II wojnie światowej. Czepce jej autorstwa stanowiły uzupełnienie strojów kaliskich. Brała udział w licznych wystawach, festiwalach i przeglądach sztuki ludowej m.in. Poznań (1961, 1963, 1964, 1969, 1971, 1974), Koszalin (1961), Płock (1976), Kalisz (1958). W 1973 r. została wpisana do rejestru twórców ludowych Ministerstwa Kultury i Sztuki. Jej prace znajdują się w zbiorach Muzeum Etnograficznego w Poznaniu i Muzeum Okręgowego Ziemi Kaliskiej. 

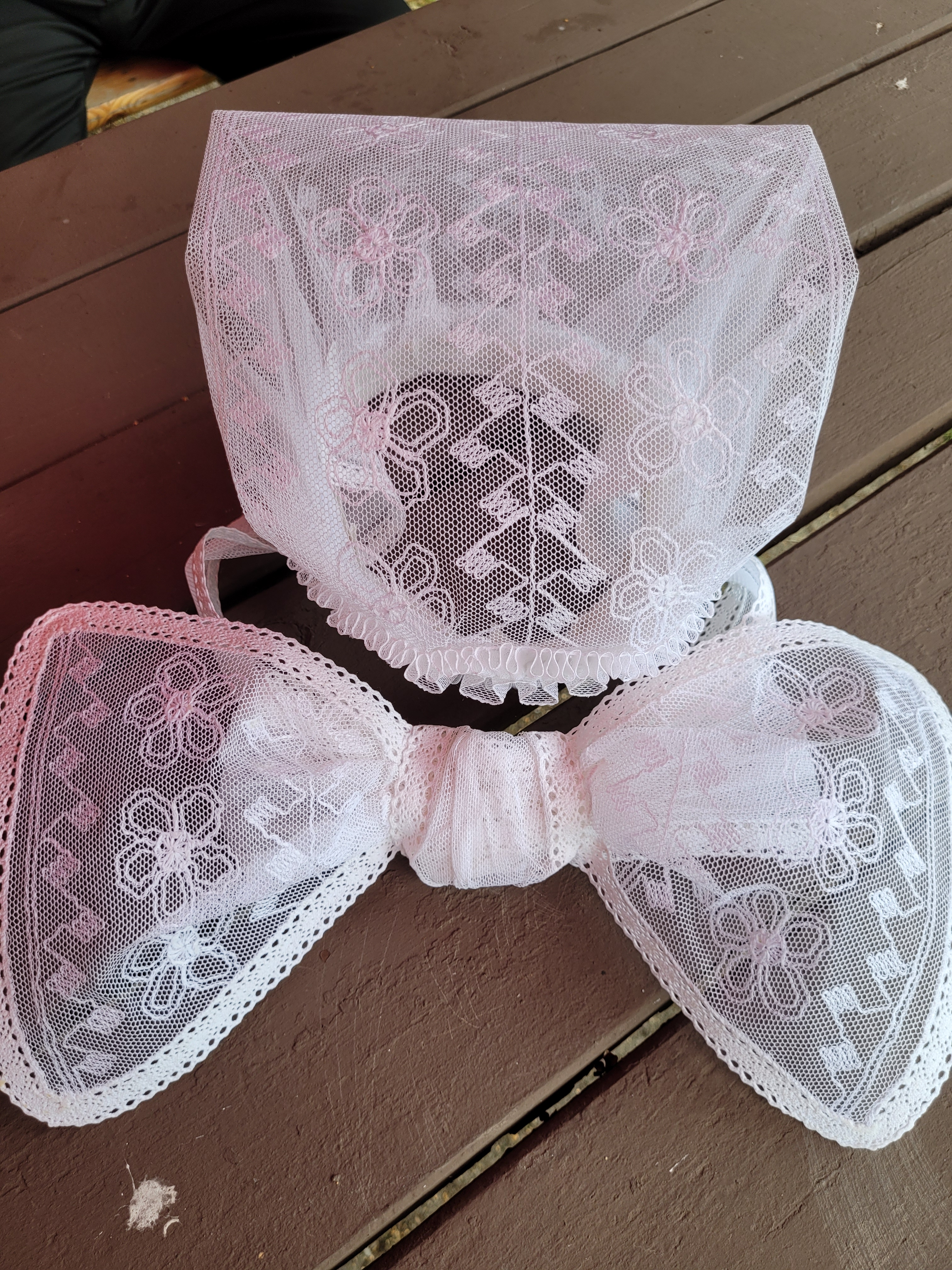
Czepiec wykonany przez Jadwigę Sobczak, wnuczkę hafciarki Aleksandry Czelusty

Jej wnuczką jest Jadwiga Sobczak, hafciarka i twórczyni czepców z okolic Kalisza. 

## Nagrody
- 1962 - nagroda Wydziału Kultury Urzędu Wojewódzkiego w Poznaniu[1]
- 1974 - nagroda Departamentu Plastyki Ministerstwa Kultury i Sztuki[4]
- 1976 - Nagroda im. Oskara Kolberga[1][4]